# Favole (film)
Favole (FairyTale: A True Story) è un film fantastico del 1997 diretto da Charles Sturridge, e interpretato da Harvey Keitel e Peter O'Toole.

## Trama
Inghilterra, 1917. La piccola Elsie Wright abita a Bradford, nel West Yorkshire, lontano dagli orrori della Grande Guerra. Sua madre Polly è in lutto per la perdita del figlio Joseph, un artista promettente morto a soli dieci anni; per desiderio della madre, la camera e le opere di Joseph restano intatte, e a Elsie è proibito toccare i suoi giocattoli, ma può comunque usare la sua casetta delle fate, rimasta incompleta, dove si svolgono le favole raccontate da suo padre Arthur. Quest'ultimo è famoso in tutta la cittadina non solo come aspirante fotografo e giocatore di scacchi, ma anche come responsabile dell'elettrificazione del mulino locale, dove bambini come Elsie stessa vanno a lavorare.
Un giorno, la cugina Frances Griffiths, il cui padre risulta disperso nella Grande Guerra, la raggiunge in treno; le due ben presto sviluppano uno strano fascino per le fate, creature che hanno la fortuna di vedere nel bosco dietro casa, anche se naturalmente nessuno crede loro. Un giorno, rubano la macchina fotografica di Arthur per fare foto alle fate, mentre Polly si assenta per un incontro alla Società Teosofica, dove si odono storie di angeli e ogni sorta di esseri eterei; tornata a casa, Polly vede le foto e le porta a E.L. Garden, docente teosofico, che le fa alanizzare da un professionista e le fa portare da Arthur Conan Doyle, il quale prova che le foto sono autentiche. L'unico a credere che le foto siano false è l'illusionista Harry Houdini.
Doyle giunge insieme a quest'ultimo, a Gardner e a due cameramen a casa delle due ragazzine. Elsie e Frances sviluppano presto due nuove fotografie, e Doyle fa pubblicare la storia su un quotidiano, promettendo di far cambiare i nomi per proteggere le identità delle due. Un giornalista rintraccia però il ruscello nel bosco, e una volta rintracciate le due tramite la scuola locale, arriva ad attaccare la famiglia Wright. Ben presto, centinaia di persone invadono il villaggio in auto e a piedi, e le fate fuggono dalla folla ossessionata; le ragazze però finiscono la casa delle fate di Hoseph e la lasciano nel bosco come regalo per le fate.
Frances ed Elsie vengono in seguito invitate a Londra da Doyle in persona, dove abbracciano la loro celebrità e assistono a uno spettacolo di Houdini; in seguito, dietro le quinte, Houdini chiede a Elsie se vuole sapere il segreto delle sue magie, cosa che ella rifiuta saggiamente. Intanto, a Yorkshire, Arthur è impegnato in una partita a scacchi con un individuo che si considera muto, salvo poi urlare di rabbia quando perde la sfida. Nel frattempo, però, il giornalista che ha causato il caos di prima irrompe in casa, più di preciso nella stanza di Joseph, e in una cartella scopre un deposito di bambole di carta a forma di fate; ma a d'un tratto, di fronte a lui appare il fantasma di Joseph, e in preda al panico il giornalista scappa via, lasciandosi le prove alle spalle. Dopo che i bambini tornano a casa, ricompaiono le fate, e in seguito anche il padre di Frances torna a casa.

## Curiosità
Il film è stato prodotto dalla casa di produzione di Mel Gibson (la Icon Productions), che compare nell'ultima scena come padre di Francis che torna dalla figlia dopo i suoi viaggi.

## Premi e riconoscimenti
- 1998 - British Academy Film Awards
  - Miglior film per bambini a Charles Sturridge, Wendy Finerman e Davey Bruce
- 1998 - Young Artist Awards
  - Nomination Miglior attrice protagonista a Florance Hoath
  - Nomination Miglior attrice Under 10 a Elizabeth Earl
- 1998 - Chlotrudis Society for Independent Film
  - Nomination Miglior fotografia a Michael Coulter